# Andreia Correia
Andreia Cristina Correia Pinto (sinh ngày 27 tháng 3 năm 1998) là người mẫu và nữ hoàng sắc đẹp người Bồ Đào Nha, từng đăng quang Hoa hậu Hoàn vũ Bồ Đào Nha 2024. Cô sẽ đại diện cho Bồ Đào Nha tại cuộc thi Hoa hậu Hoàn vũ 2024 ở Mexico.
Correia trước đó đã đăng quang Hoa hậu Liên lục địa Bồ Đào Nha 2020 và Hoa hậu Hào quang Quốc tế 2020.

## Các cuộc thi sắc đẹp

### Hoa hậu Bồ Đào Nha 2019
Correia bắt đầu tham gia các cuộc thi sắc đẹp sau khi cô giành chiến thắng Hoa hậu Bồ Đào Nha Vương quốc Anh 2019 và đại diện cho Cộng đồng Bồ Đào Nha tại Vương quốc Anh tại Hoa hậu Bồ Đào Nha 2019, nơi cô giành danh hiệu Hoa hậu Hào quang Bồ Đào Nha 2020.

### Hoa hậu Hào quang Quốc tế 2020
Correia đại diện cho Bồ Đào Nha và cuối cùng đăng quang ngôi vị quán quân Hoa hậu Hào quang Quốc tế 2020 và người kế nhiệm là Kristýna Malířová đến từ Cộng hòa Séc.

### Hoa hậu Liên lục địa 2021
Correia được chỉ định đại diện cho Bồ Đào Nha tại cuộc thi Hoa hậu Liên lục địa 2021 ở Ai Cập, nơi cô không lọt vào Top 20.

### Hoa hậu Sắc đẹp Quốc tế 2023
Correia trước khi tham gia cuộc thi Hoa hậu Sắc đẹp Quốc tế 2023 tổ chức tại Nhà hát Hòa Bình, Thành phố Hồ Chí Minh, Việt Nam, nơi anh không lọt vào top 20.

### Hoa hậu Hoàn vũ Bồ Đào Nha 2024
Vào ngày 15 tháng 6 năm 2024, Correia đại diện cho Sintra tại Hoa hậu Hoàn vũ Bồ Đào Nha 2024 và tranh tài với 26 ứng cử viên khác tại Cine-Teatro Avenida ở Castelo Branco, nơi cô giành được danh hiệu và được kế vị bởi Marina Machete.

### Hoa hậu Hoàn vũ 2024
Correia sẽ đại diện Bồ Đào Nha tại cuộc thi Hoa hậu Hoàn vũ 2024 ở Mexico.